# Olympische Sommerspiele 2024/Teilnehmer (Tonga)
| Gelbes Symbol für Goldmedaillen mit stilisierten Olympischen Ringen | Graues Symbol für Silbermedaillen mit stilisierten Olympischen Ringen | Braundes Symbol für Bronzemedaillen mit stilisierten Olympischen Ringen |
| ------------------------------------------------------------------- | --------------------------------------------------------------------- | ----------------------------------------------------------------------- |
| —                                                                   | —                                                                     | —                                                                       |

Tonga nahm an den Olympischen Spielen 2024 vom 26. Juli bis zum 11. August 2024 in Paris mit vier Athleten teil. Es war die insgesamt 11. Teilnahme an Olympischen Sommerspielen.

## Teilnehmer nach Sportarten

### Boxen
| Athleten         | Wettbewerb       | 1. Runde | 1. Runde | Achtelfinale  | Achtelfinale  | Viertelfinale | Viertelfinale | Halbfinale    | Halbfinale    | Finale        | Finale        | Rang |
| Athleten         | Wettbewerb       | Gegner   | Ergebnis | Gegner        | Ergebnis      | Gegner        | Ergebnis      | Gegner        | Ergebnis      | Gegner        | Ergebnis      | Rang |
| ---------------- | ---------------- | -------- | -------- | ------------- | ------------- | ------------- | ------------- | ------------- | ------------- | ------------- | ------------- | ---- |
| Frauen           |                  |          |          |               |               |               |               |               |               |               |               |      |
| Feofaaki Epenisa | Klasse bis 60 kg | T. L. Hà | 0:5      | ausgeschieden | ausgeschieden | ausgeschieden | ausgeschieden | ausgeschieden | ausgeschieden | ausgeschieden | ausgeschieden | 17   |

### Leichtathletik
Laufen und Gehen
| Athleten          | Wettbewerb | Vorrunde   | Vorrunde | Vorlauf       | Vorlauf       | Halbfinale    | Halbfinale    | Finale        | Finale        | Rang |
| Athleten          | Wettbewerb | Zeit       | Rang     | Zeit          | Rang          | Zeit          | Rang          | Zeit          | Rang          | Rang |
| ----------------- | ---------- | ---------- | -------- | ------------- | ------------- | ------------- | ------------- | ------------- | ------------- | ---- |
| Männer            |            |            |          |               |               |               |               |               |               |      |
| Maleselo Fukofuka | 100 m      | 12,11 s PB | 7        | ausgeschieden | ausgeschieden | ausgeschieden | ausgeschieden | ausgeschieden | ausgeschieden | 97   |

### Schwimmen
| Athleten    | Wettbewerb    | Vorlauf     | Vorlauf | Halbfinale    | Halbfinale    | Finale        | Finale        | Rang |
| Athleten    | Wettbewerb    | Zeit        | Rang    | Zeit          | Rang          | Zeit          | Rang          | Rang |
| ----------- | ------------- | ----------- | ------- | ------------- | ------------- | ------------- | ------------- | ---- |
| Frauen      |               |             |         |               |               |               |               |      |
| Noelani Day | 50 m Freistil | 28,60 s     | 51      | ausgeschieden | ausgeschieden | ausgeschieden | ausgeschieden | 51   |
| Männer      |               |             |         |               |               |               |               |      |
| Alan Uhi    | 100 m Rücken  | 1:00,62 min | 46      | ausgeschieden | ausgeschieden | ausgeschieden | ausgeschieden | 46   |